# Stop Making Sense (album)
Stop Making Sense è un album dei Talking Heads del 1984, colonna sonora del film omonimo. Nella versione originale del disco sono presenti solo nove delle canzoni del film. Nel 1999, una riedizione con 16 tracce è uscita in simultanea con il 15º anniversario del concerto.
L'intenzione di Byrne non era quello di fare una tradizionale colonna sonora, ma di essere un'esperienza a parte. Le versioni del disco avevano molte immagini e didascalie nella busta interna del disco. Nel 1999 in corrispondenza con la ripubblicazione del film, l'album è stato esteso e rimasterizzato, ripristinando tutti i brani del film con modifiche minori. I nuovi brani inclusi nell'album dispongono della batteria originale di Chris Frantz registrata al concerto.
Nel 2003, la rivista Rolling Stone ha messo l'album nella posizione nº 345 della classifica dei 500 migliori album di tutti i tempi. Nel 2012 Slant Magazine ha elencato l'album alla posizione 61 nella sua lista dei "Migliori album degli anni '80".

## Tracce
- Tutte le canzoni sono scritte da David Byrne, Jerry Harrison, Chris Frantz e Tina Weymouth eccetto dove indicato

Lato 1
1. Psycho Killer (Byrne, Frantz, Weymouth) - 4:28
2. Swamp – 3:50 (LP) 4:28 (cassette, CD)
3. Slippery People – 3:35 (LP) 4:13  (different mix; cassette, CD)
4. Burning Down the House – 4:14
5. Girlfriend Is Better (Byrne) – 3:32 (LP) 5:07 (cassette, CD)

Lato 2
1. Once in a Lifetime (Byrne, Brian Eno, Frantz, Harrison, Weymouth) - 5:34
2. What a Day That Was (Byrne) – 5:08 (LP) 6:30 (cassette, CD)
3. Life During Wartime  – 4:52 (LP) 5:52 (cassette, CD)
4. Take Me to the River (Al Green, Teenie Hodges) – 5:59

### Special New Edition Soundtrack
1. Psycho Killer (Byrne, Frantz, Weymouth) – 4:24
2. Heaven (Byrne, Harrison) – 3:41
3. Thank You for Sending Me an Angel (Byrne) – 2:09
4. Found a Job (Byrne) – 3:15
5. Slippery People – 4:00
6. Burning Down the House – 4:06
7. Life During Wartime – 5:51
8. Making Flippy Floppy – 4:40
9. Swamp – 4:30
10. What a Day That Was (Byrne) – 6:00
11. This Must Be the Place (Naive Melody) – 4:57
12. Once in a Lifetime (Byrne, Eno, Frantz, Harrison, Weymouth) – 5:25
13. Genius of Love (Tom Tom Club) (Weymouth, Frantz, Adrian Belew, Steven Stanley) – 4:30
14. Girlfriend Is Better – 5:06
15. Take Me to the River (Green, Hodges) – 5:32
16. Crosseyed and Painless (Byrne, Eno, Frantz, Harrison, Weymouth) – 6:11

## Formazione
- David Byrne - chitarra, voce
- Chris Frantz - batteria, voce
- Jerry Harrison - chitarra, voce
- Tina Weymouth - basso, chitarra, tastiere, voce

### Musicisti aggiuntivi
- Bernie Worrell – tastiere
- Alex Weir – chitarra, voce
- Steve Scales – percussioni
- Edna Holt – cori
- Lynn Mabry – cori

## Classifiche

### Classifiche settimanali
| Classifica (1984/85) | Posizione massima |
| -------------------- | ----------------- |
| Australia            | 9                 |
| Austria              | 12                |
| Canada               | 33                |
| Germania             | 25                |
| Nuova Zelanda        | 2                 |
| Paesi Bassi          | 2                 |
| Regno Unito          | 37                |
| Stati Uniti          | 41                |
| Svezia               | 26                |
| Svizzera             | 13                |
| Classifica (2000)    | Posizione massima |
| Regno Unito          | 24                |
| Classifica (2023)    | Posizione massima |
| Belgio (Fiandre)     | 29                |
| Belgio (Vallonia)    | 94                |
| Germania             | 20                |

### Classifiche di fine anno
| Classifica (1985) | Posizione |
| ----------------- | --------- |
| Australia         | 10        |
| Austria           | 14        |
| Germania          | 45        |
| Nuova Zelanda     | 4         |
| Paesi Bassi       | 9         |
| Stati Uniti       | 36        |
| Classifica (1986) | Posizione |
| Nuova Zelanda     | 34        |